# Tony Harris
Pour les articles homonymes, voir Harris.
Tony Harris, né en 1969, est un dessinateur de comics américain.

## Biographie
Tony Harris naît en 1969. Il commence sa carrière de dessinateur de comics en 1989. En 1994, il participe à la recréation de Starman avec James Robinson publié par DC Comics. Cela lui vaut en 1997 un Eisner Award pour l'arc narratif intitulé Sand and Stars. En 1998, il abandonne le dessin de la série pour aborder d'autres projets bien qu'il reste le dessinateur des couvertures pendant encore un an et demi. Il participe à la création du Jolly Roger Studio à la fin des années 1990. EN 2004, il crée avec le scénariste Brian K. Vaughan, la série Ex machina publiée par Wildstorm. Il y gagne un nouvel Eisner Award.

## Œuvre

### Albums publiés en français
- Down, scénario de Warren Ellis, dessins de Tony Harris, Delcourt, 2007  (ISBN 978-2-7560-0435-8)
- Ex machina, scénario de Brian K. Vaughan, dessins de Tony Harris, Éditions USA, collection Comics USA (tome 1) puis Panini Comics, collection 100 % Wildstorm

1. Les Cent Premiers Jours, 2005  (ISBN 2-914409-49-4)
2. Tag, 2007  (ISBN 978-2-8094-0026-7)
3. Réalité et Fiction, 2007  (ISBN 978-2-8094-0141-7)
4. La Guerre en marche, codessiné par Chris Sprouse, 2008  (ISBN 978-2-8094-0319-0)
5. Le Feu aux Poudres, 2008  (ISBN 978-2-8094-0450-0)
6. Court-circuit, 2009  (ISBN 978-2-8094-0777-8)

- Sandman, scénario de Neil Gaiman, Panini Comics, collection Vertigo Cult

8. Au bout des mondes, dessins de Michael Allred, Gary Amaro, Mark Buckingham, Dick Giordano, Tony Harris, Steve Leialoha, Vince Locke, Shea Anton Pensa, Alec Stevens, Bryan Talbot, John Watkiss, Michael Zulli et Danny Vozzo, 2008  (ISBN 978-2-8094-0274-2)
- Starman omnibus, scénario de James Robinson, Panini Comics, collection DC Omnibus

1. Volume 1, dessins d'Amanda Conner, Chris Sprouse, Tommy Lee Edwards, Stuart Immonen, Teddy Kristiansen, Matt Smith, Gary Erskine, Tony Harris et Andrew Robinson, 2009  (ISBN 978-2-80940-861-4)

### Albums publiés en anglais
- Batman: Legends of the Dark Knight, DC Comics

169. Irresistible 1/3, scénario de Tom Peyer, dessins de Tony Harris, 2003
170. Irresistible 2/3, 2003
171. Irresistible 3/3, 2003
- Ex machina, scénario de Brian K. Vaughan, dessins de Tony Harris, DC Comics, collection Wildstorm

1. The First Hundred Days, 2007  (ISBN 1-401-20612-3)
2. Tag, 2007  (ISBN 1-401-20626-3)
3. Fact Vs. Fiction, 2006  (ISBN 1-401-20988-2)
4. March to War, 2006  (ISBN 1-401-20997-1)
5. Smoke Smoke, 2007  (ISBN 1-401-21322-7)
6. Power Down, 2007  (ISBN 1-401-21498-3)
7. Ex Cathedra, 2008  (ISBN 978-1-401-21859-1)
8. Dirty Tricks, 2009  (ISBN 978-1-401-22519-3)
9. Ring out the Old, 2010  (ISBN 978-1-401-22694-7)
10. Term Limits, 2010

- JSA: All Stars, scénario de Darwyn Cooke, Howard Chaykin, James Robinson, Geoff Johns, Jeph Loeb, Brian Azzarello, David S. Goyer et Michael Chabon, dessins de Tony Harris, Howard Chaykin, Tim Sale, Darwyn Cooke, Eduardo Risso, Phil Winslade, Sal Velluto, Mike McKone, Dave Ross, Stephen Sadowski, Adam Dekraker, Michael Lark et Barry Kitson, DC Comics, 2004 (ISBN 978-1-401-20219-4)
- Rocketeer Adventures, IDW Publishing

Volume one, scénario et dessins collectifs, 2011  (ISBN 978-1-613-77034-4)
- Spider-Man: With Great Power…, scénario de David Lapham, Marvel Comics

1. Chapter 1, dessins de Tony Harris, 2008
2. A Star is born, 2008
3. The big, wide World, 2008
4. Smoke and Mirrors, 2008

- Starman, scénario de James Robinson, DC Comics

0. Sins of the Father: Falling Star, Rising Son, dessins de Tony Harris, 1994
17. Encounters, dessins de Tony Harris, 1996
19. Talking with David '96, dessins de Tony Harris, 1996
20. Sand and Stars 1/4, dessins de Tony Harris, 1996
21. Sand and Stars 2/4, dessins de Tony Harris, 1996
22. Sand and Stars 3/4, dessins de Tony Harris, 1996
23. Sand and Stars 4/4, dessins de Tony Harris, 1996
24. Demon Quest 1/3, dessins de Tony Harris, 1996
25. Demon Quest 2/3, dessins de Tony Harris, 1996
26. Demon Quest 3/3, dessins de Tony Harris, 1997
29. Join the Revolution, dessins de Tony Harris, 1997
30. Infernal Devices 1/4, dessins de Tony Harris, 1997
31. Infernal Devices 2/4, dessins de Tony Harris, 1997
32. Infernal Devices 3/4, dessins de Tony Harris, 1997
33. Infernal Devices 4/4, dessins de Tony Harris, 1997
37. Talking with David '97, dessins de Tony Harris, 1997
39. Lightning and Stars 1/2, dessins de Tony Harris, 1998
40. Lightning and Stars 2/2, dessins de Tony Harris, 1998
45. Journey to the Stars, dessins de Tony Harris, 1998
Sins of the Father, dessins de Tony Harris, 1996  (ISBN 1-563-89248-0)
The Starman Omnibus volume 1, dessins de Christian Hojgaard, Amanda Conner, Chris Sprouse, Kim Hagen, Bjarne Hansen, Tommy Lee Edwards, Andrew Robinson, Tony Harris, Gary Erskine, Teddy Kristiansen et Matt Smith, 2008  (ISBN 978-1-40121-699-3)
The Starman Omnibus volume 2, dessins de Gary Erskine, John Watkiss, Matt Smith, Wade Von Grawbadger, Steve Yeowell, Craig Hamilton, Tony Harris, Bret Blevins, J.H. Williams III et Guy Davis, 2009  (ISBN 978-1-401-22194-2)
The Starman Omnibus volume 3, coscénario de Tony Harris, dessins de Tony Harris, Lee Weeks, Mark Buckingham, J.H. Williams III, Michael Zulli, Richard Pace, Phil Jimenez, Bret Blevins, Stefano Gaudiano, Gene Ha, Mitch Byrd, Steve Yeowell et Dusty Abell, 2009  (ISBN 978-1-401-22284-0)
The Starman Omnibus volume 4, coscénario de Jerry Ordway, dessins de Tony Harris, Tim Burgard, Mike Mayhew, Steve Sadowski, Dusty Abell, Mike Mignola, Peter Krause, Gary Erskine, Wade Von Grawbadger, Gene Ha et John Lucas, 2010  (ISBN 978-1-401-22596-4)
The Starman Omnibus volume 5, coscénario de David S. Goyer et Geoff Johns, dessins de Tony Harris, Chris Weston, Wade Von Grawbadger, John McCrea, Craig Hamilton, Stephen Sadowski, Peter Snejbjerg, Steve Yeowell, Lee Moder et Dave Ross, 2012  (ISBN 1-401-22889-5)
- Superman,

Superman:President Lex, scénario de John Marc DeMatteis, Greg Rucka, Joe Kelly, Jeph Loeb, Karl Kesel et Mark Schultz, dessins de Tony Harris, Mike S. Miller, Ian Churchill, Ed McGuinness, Doug Mahnke, Mike Wieringo, Humberto Ramos, Dale Eaglesham, Arthur Adams, Dwayne Turner, Duncan Rouleau, Matthew Clark, Todd Nauck, Joe Madureira, Carlo Barberi, Paco Medina, Rob Liefeld et Paul Pelletier, 2001

## Récompenses
- 1997 : Prix Eisner de la meilleure histoire à suivre pour « Sand and Stars », dans Starman no 20-23 (avec Guy Davis, Wade von Grawbadger et James Robinson)
- 2005 : Prix Eisner de la meilleure nouvelle série pour Ex machina, avec Brian K. Vaughan et Tom Feister.